# 정정재
정정재(鼎井齋)는 경상북도 안동시 예안면 정산리에 있다. 2014년 4월 3일 안동시의 문화유산 제96호로 지정되었다.